# Buteo
A Buteo a madarak osztályának a vágómadár-alakúak (Accipitriformes) rendjébe és a vágómadárfélék (Accipitridae) családjába tartozó nem.

## Rendszerezésük
A nemet Bernard Germain de Lacépède francia természettudós írta le 1799-ben, az alábbi fajok tartoznak ide:
- szürke ölyv (Buteo plagiatus vagy Buteo nitidus plagiatus)
- hamvas ölyv (Buteo nitidus vagy Asturina nitida)
- vörösvállú ölyv (Buteo lineatus)
- haiti ölyv (Buteo ridgwayi)
- szélesszárnyú ölyv (Buteo platypterus)
- hawaii ölyv (Buteo solitarius)
- fehértorkú ölyv (Buteo albigula)
- rövidfarkú ölyv (Buteo brachyurus)
- galápagosi ölyv (Buteo galapagoensis)
- prériölyv (Buteo swainsoni)
- szalagos ölyv (Buteo albonotatus)
- rőtfarkú ölyv (Buteo jamaicensis)
- vörhenyesfarkú ölyv (Buteo ventralis)
- gatyás ölyv (Buteo lagopus)
- királyölyv (Buteo regalis)
- madagaszkári ölyv (Buteo brachypterus)
- Archer-ölyv (Buteo archeri)
- szavannaölyv (Buteo auguralis)
- augur ölyv (Buteo auguralis)
- látnokölyv (Buteo rufofuscus)
- keleti egerészölyv (Buteo japonicus)
- mongol ölyv (Buteo hemilasius)
- himalájai ölyv (Buteo refectus vagy Buteo burmanicus)
- szirti ölyv (Buteo oreophilus)
- egerészölyv (Buteo buteo)
- erdei ölyv (Buteo trizonatus)
- pusztai ölyv (Buteo rufinus)
- zöld-foki-szigeteki ölyv (Buteo bannermani)
- szokotrai ölyv (Buteo socotraensis)

## Képek

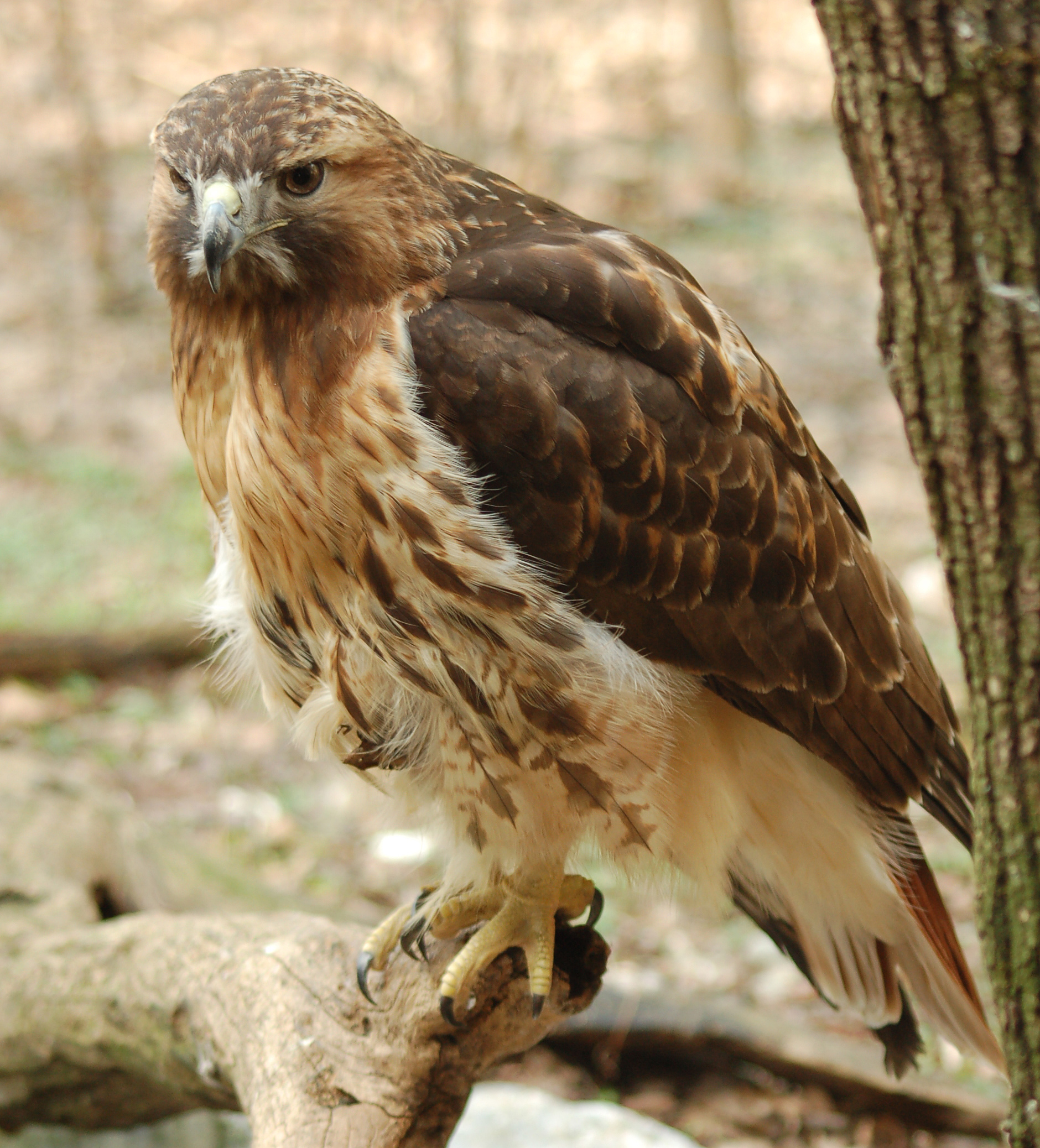
Rőtfarkú ölyv (Buteo jamaicensis)
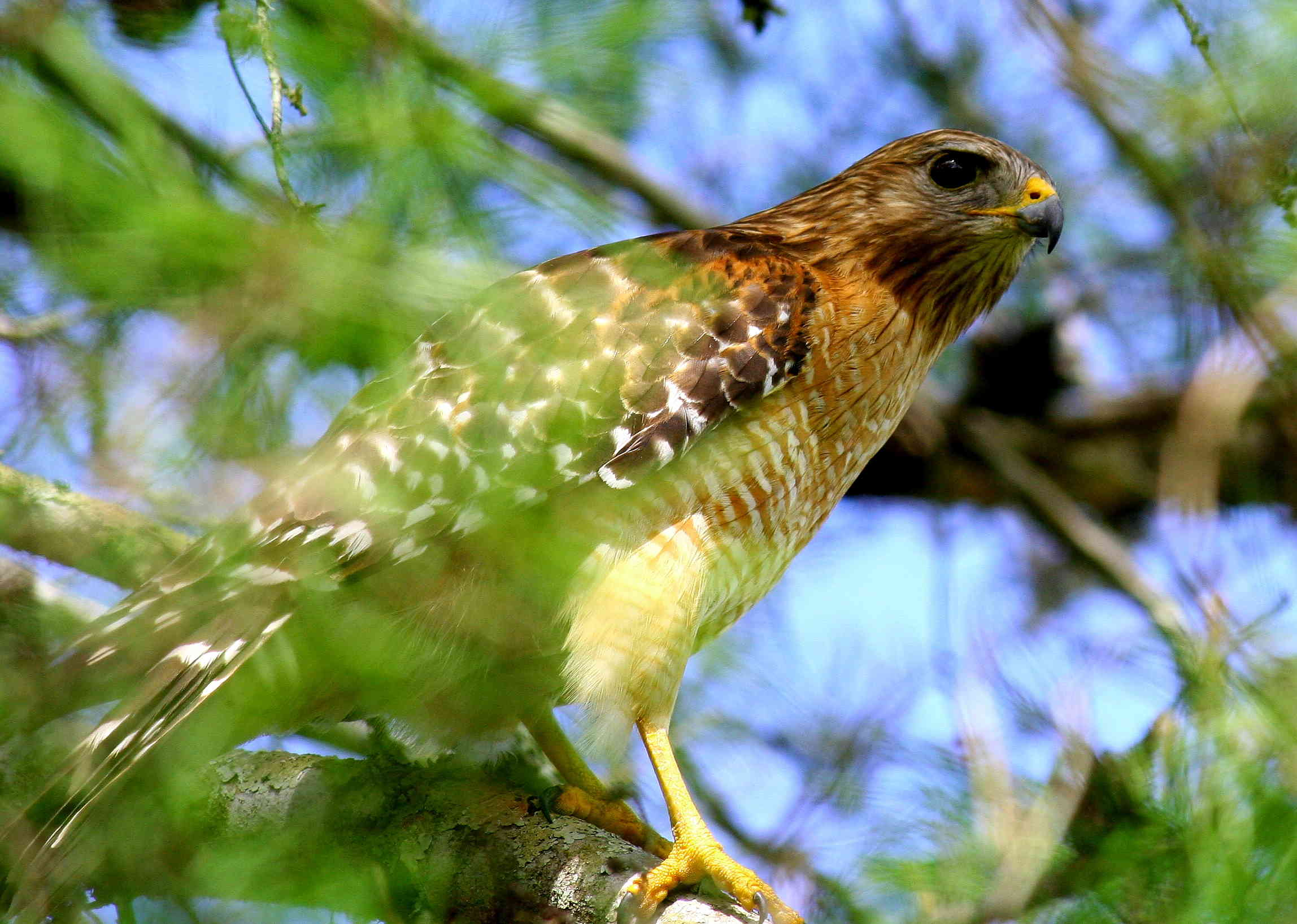
Vörösvállú ölyv (Buteo lineatus)
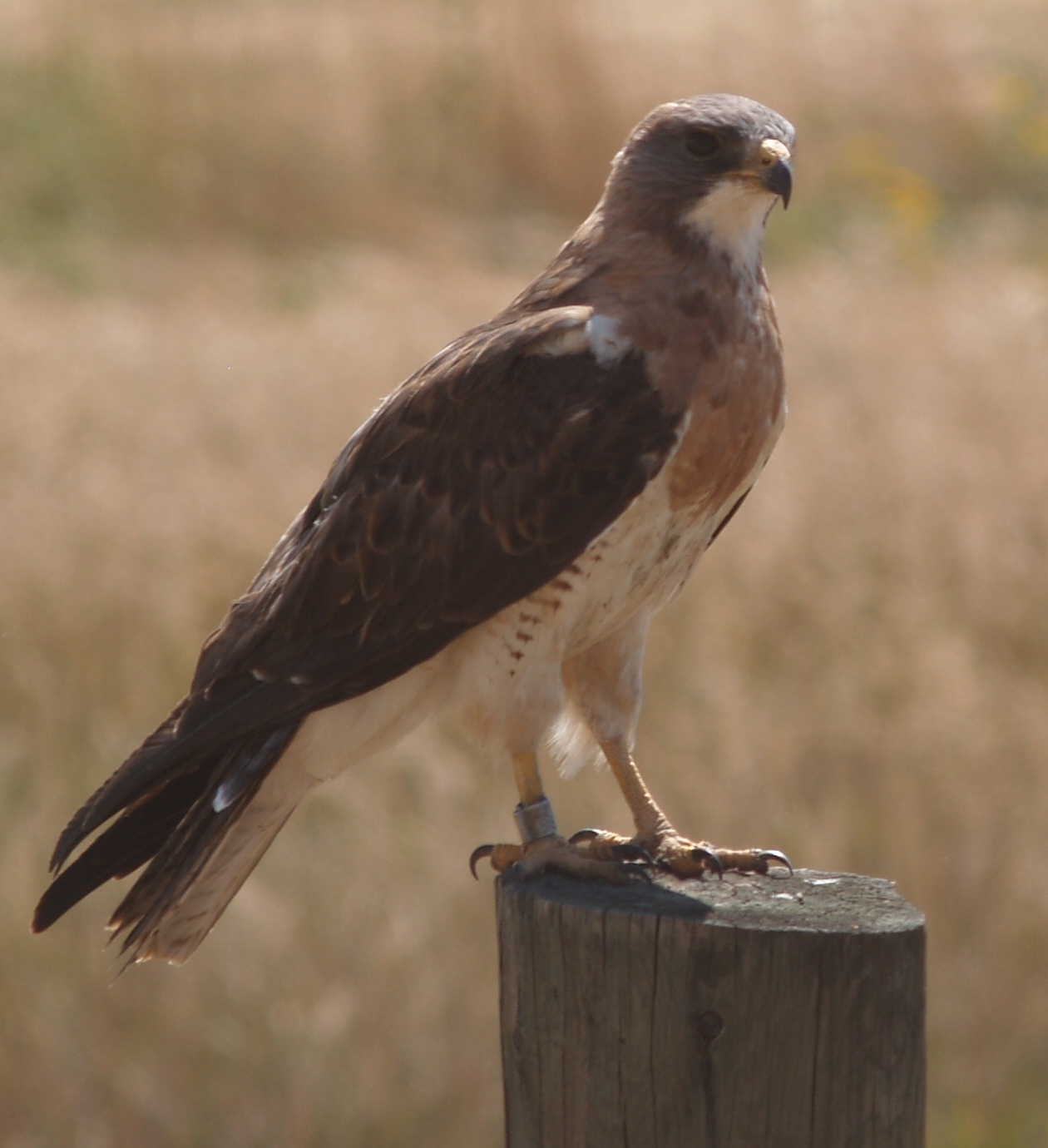
Prériölyv (Buteo swainsoni)
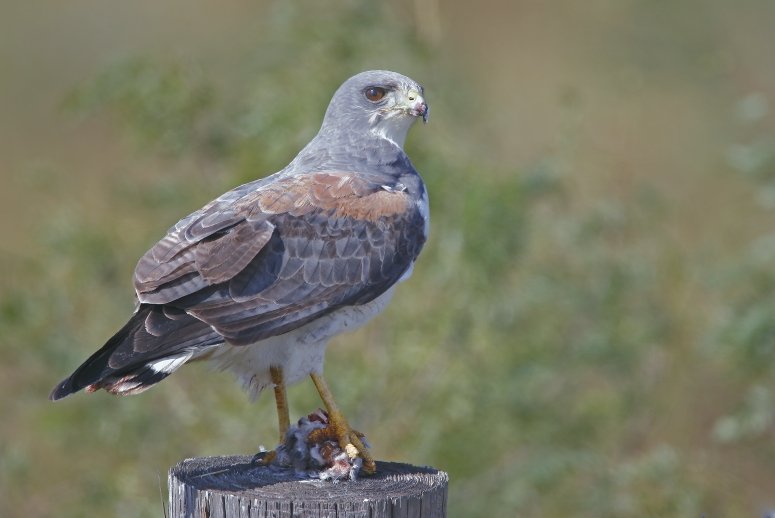
Fehérszárnyú ölyv (Buteo albicaudatus)
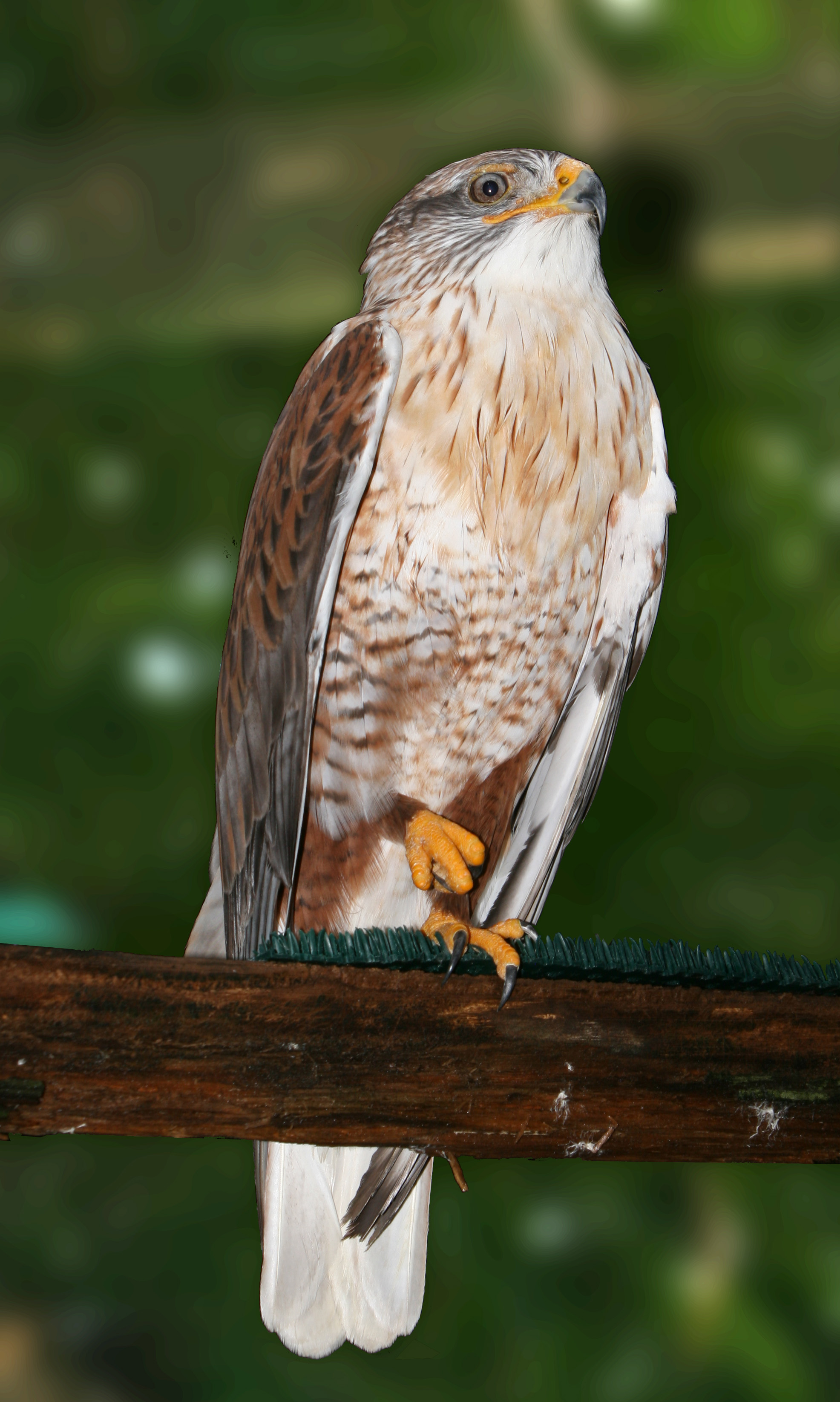
Királyölyv (Buteo regalis)
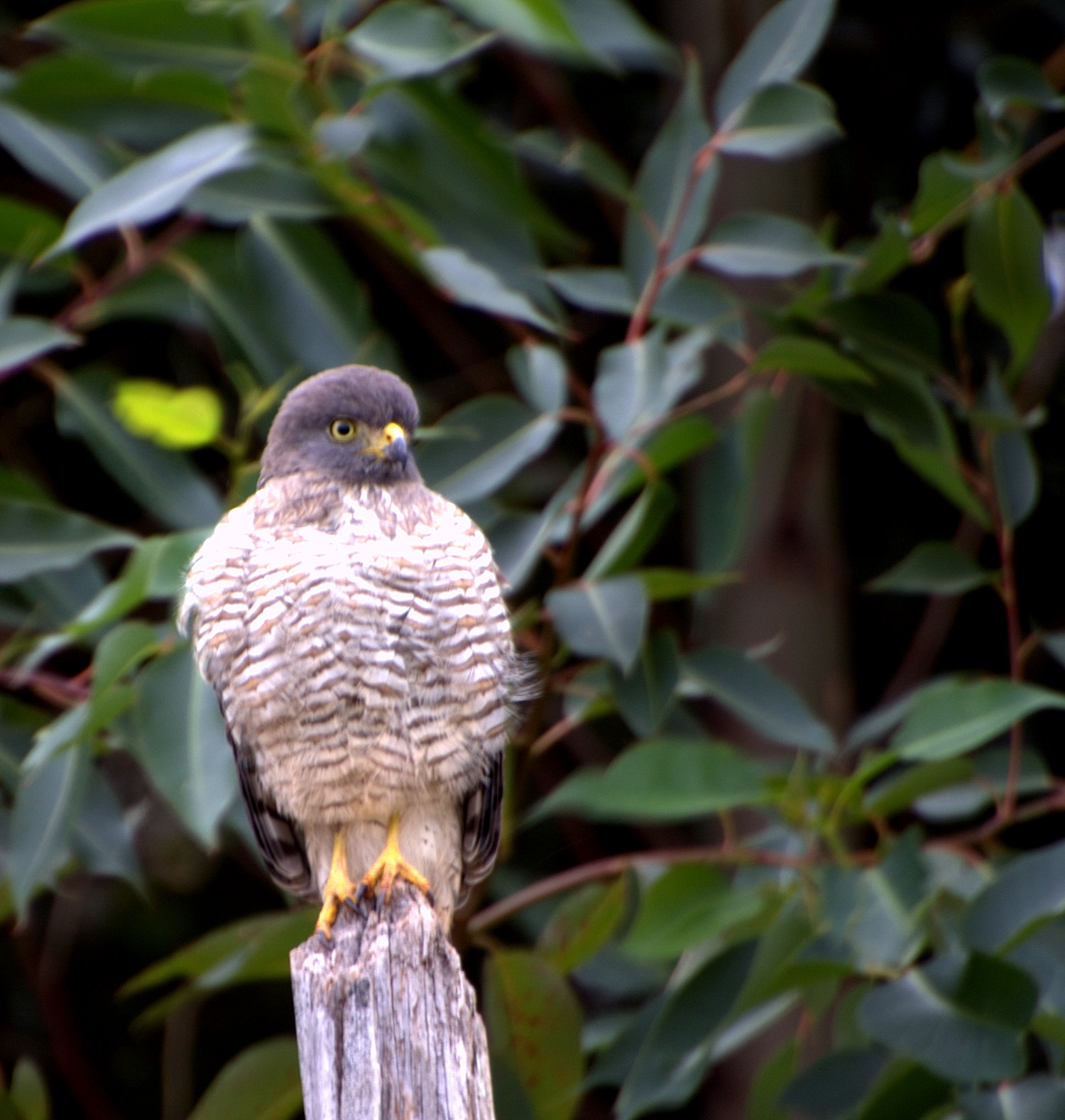
Rovarászölyv (Buteo magnirostris)
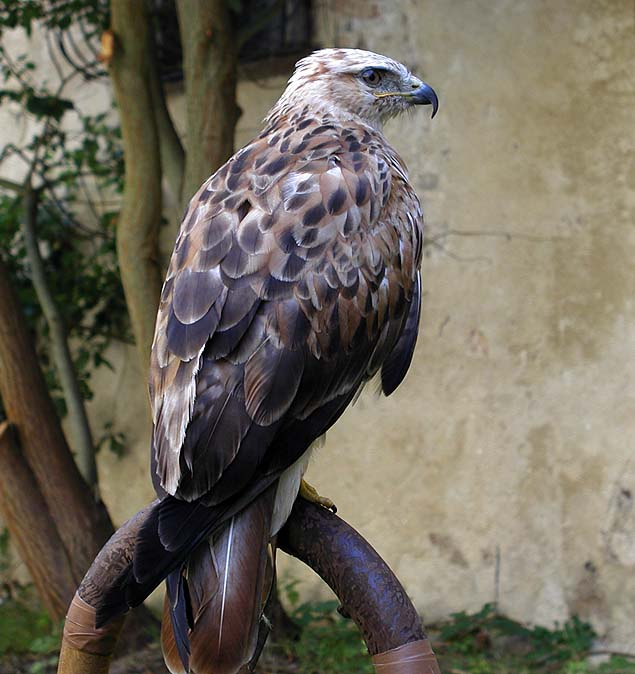
Pusztai ölyv (Buteo rufinus)
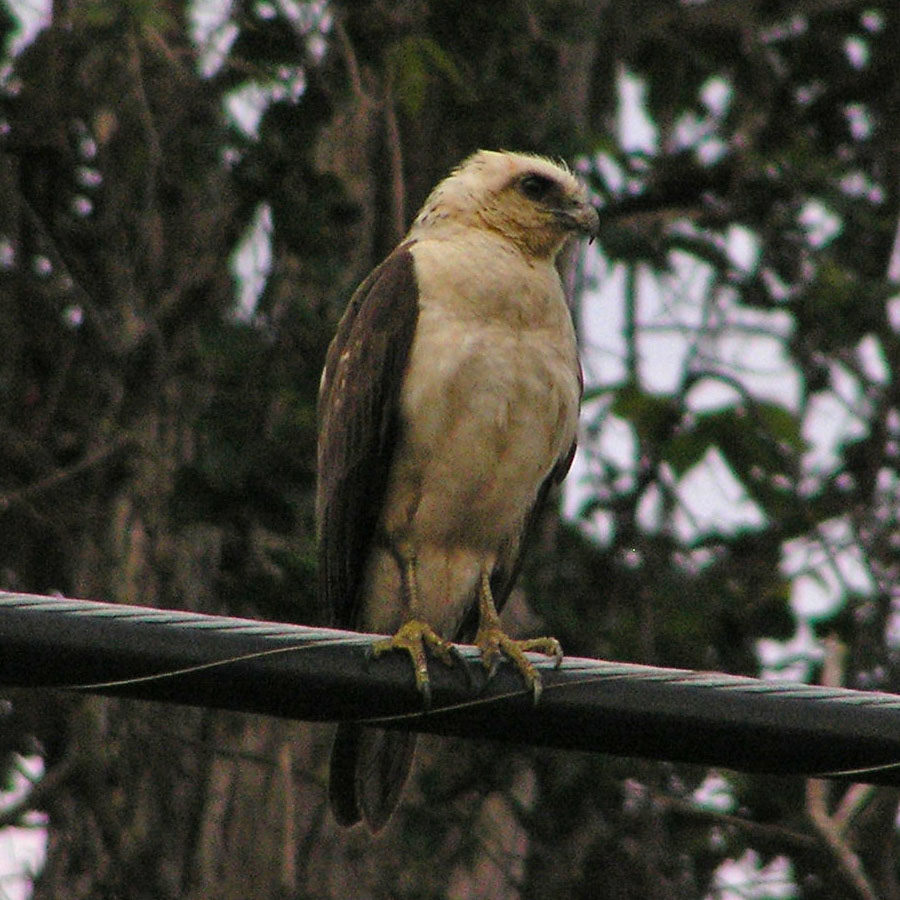
hawaii ölyv (Buteo solitarius)
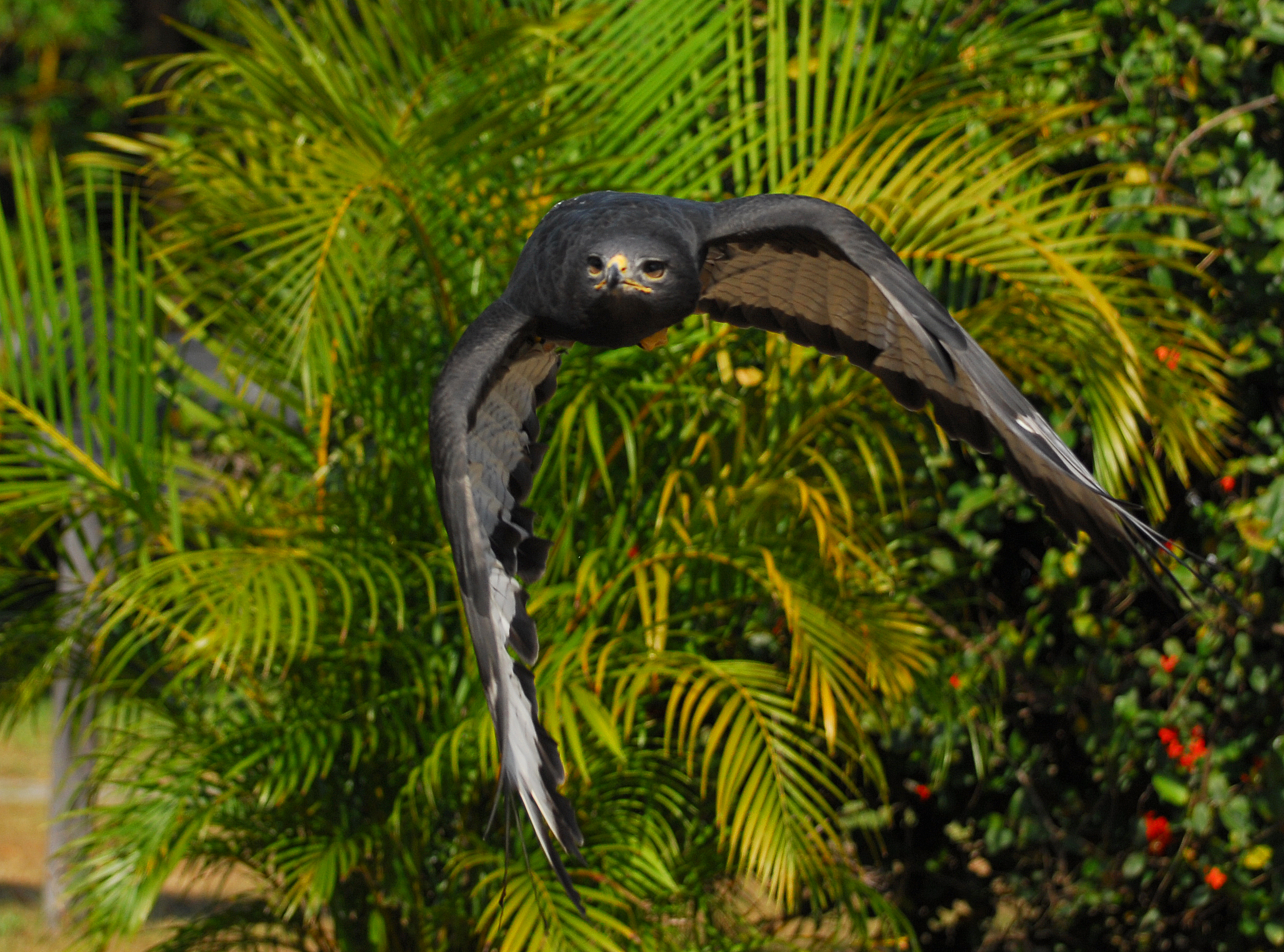
Látnokölyv (Buteo rufofuscus)